# 阿榮企業
阿榮企業有限公司是一個總公司設址於台灣台北市萬華區的私人企業，由林添榮成立於1979年，如今在台灣的事業由林添榮之弟林添貴經營。林添榮之妹林美華則成立「力榮影視」，出租攝影輔助器材。台灣許多電影、電視廣告、MV、演唱會等活動，都是向此公司租借場地與器材。
阿榮片廠位於新北市林口區，2006年8月2日發生大火，之後繼續營業。

## 歷史
- 1979年，電影圈的技術人員林添榮成立片廠。
- 1986年，在投資電影基礎服務外，也開始添購攝影機，同時投入廣告影片的器材租借和拍攝製作服務。
- 1988年，阿榮更開始大舉建置攝影棚，因為湯臣的《五個女子和一根繩子》，阿榮把企業版圖開始延伸到了中國。
- 1989年，位於林口的五間攝影棚正式完工，落成啟用，最大的一間攝影棚佔地四百多坪，成為當時台灣汽車廣告廠商最喜歡的廣告片拍攝場地，也是亞洲華語歌手最喜歡選擇的MTV拍攝場地之一。
- 1990年，在西安市成立阿榮西安公司。
- 1991年，在北京市成立北京影視文化發展有限公司。
- 1993年，在上海市成立公司。
- 1999年，在廣州市成立公司。

## 參與作品
阿榮公司投資拍攝過的電影相當多，如麥大傑的《國四英雄傳》、黃玉珊的《牡丹鳥》、張作驥的《忠仔》、王重正的《天公金》、鄧勇星的《7-11之戀》等等。